# Gheorghe Anghelescu
Gheorghe Anghelescu (n. 18 septembrie 1934, satul Brătești, comuna Cătunu, județul Teleorman – d. 29 iunie 2008, Constanța) a fost un amiral român, care a îndeplinit funcția de comandant al Marinei Militare Române (1990-1997).

## Biografie
Gheorghe Anghelescu s-a născut la data de 18 septembrie 1934 în satul Brătești din comuna Cătunu (pe atunci județul Vlașca, azi județul Teleorman). A urmat școala primară în localitatea natală și liceul la Găiești și
București. A absolvit cursurile Școlii Militare Superioare de Marină din Constanța, ale Facultății Arme, Secția Marină din cadrul Academiei Militare Generale și pe cele ale Facultății de Drept a Universității București.
După absolvirea facultății, a fost înaintat la gradul de locotenent. În anul 1955, și-a început cariera de ofițer de marină, îndeplinind pe rând funcțiile de comandant Unitate de Luptă Navigație pe monitorul 1 (septembrie 1955 - octombrie 1956), ofițer secund pe dragorul de radă 17 din Divizionul 174 Dragoare de Radă Sulina, comandantul dragorului de radă 27, ofițer operativ pentru Apărarea contra Minelor în Biroul Operații Cercetare în cadrul Diviziei 42 Maritime Mangalia, apoi ofițer cu pregătirea tactico-operativă în Biroul Operații Cercetare.
Ulterior a lucrat ca șef de stat major (1965-1968), respectiv comandant (1968-1971) al Divizionului 50 Vânătoare de Submarine, ajutor în Biroul Operații al Diviziei 42 Maritime (1971-1972), comandantul Centrului Radioelectronic și Observare "Callatis" (iunie 1972 - 1975), locțiitor al șefului de stat major în Comandamentul Marinei Militare (1975-1977), șef de stat major și prim-locțiitor al comandantului în comandamentul Diviziei 42 Maritime (1977-1980), comandantul Brigăzii 24 Fluviale Brăila (ianuarie - aprilie 1990).
Între anii 1980-1986, căpitanul de rangul I Gheorghe Anghelescu a deținut funcția de comandant al Institutului de Marină "Mircea cel Bătrân" din Constanța. Apoi a activat ca adjunct al Ministrului Transporturilor și Telecomunicațiilor și șef al Departamentului Transporturilor Navale (1986-1989). A fost înaintat la gradul de contraamiral (cu o stea, grad echivalent astăzi cu cel de contraamiral de flotilă) începând cu data de 30 decembrie 1982.

## Comandant al Marinei Militare Române
În perioada 26 aprilie 1990 - 1 mai 1997 a îndeplinit funcția de comandant al Marinei Militare Române. Prin Decretul nr.294 din 10 august 1995, viceamiralul Gheorghe Anghelescu a fost înaintat la gradul de amiral - cu trei stele . Ulterior, gradul de amiral cu trei stele a fost redenumit ca viceamiral-comandor.
Ulterior, prin Decretul nr.502 din 24 septembrie 1997, viceamiralul-comandor Gheorghe Anghelescu a fost trecut în rezervă începând din data de 30 septembrie 1997 . După alegerea ca președinte a marinarului Traian Băsescu, acesta l-a avansat pe viceamiralul în retragere Gheorghe Anghelescu la data de 19 decembrie 2006 la gradul de amiral (cu patru stele) .
În ultimii ani ai vieții, amiralul Gheorghe Anghelescu a fondat Asociația "Clubul Amiralilor" și a fost primul președinte al Consiliului Director al acestei asociații. Pentru performanțele notabile și prodigioasa sa activitate a fost distins cu numeroase ordine și medalii românești și străine, printre care Legiunea de Merit în grad de căpitan-comandor, acordată în anul 1994 de Ministerul Apărării al S.U.A. La data de 18 martie 2008, în semn de apreciere pentru rezultatele remarcabile obținute în activitatea profesională și a înaltului profesionalism dovedit în îndeplinirea misiunilor încredințate, i s-a conferit Ordinul Virtutea Maritimă în grad de Cavaler, cu însemn pentru militari . Amiralul în retragere Gheorghe Anghelescu a încetat din viață la data de 29 iunie 2008, în municipiul Constanța .